# Прокуратор
Прокура́тор (лат. procurator — керуючий, розпорядник, той, хто турбується про щось; від лат. curare — «піклуватися») — у Стародавньому Римі назва управителя взагалі, наприклад керуючого майном, маєтком тощо. Прокуратори були довіреними особами dominus'a (пана), вели справи від його імені, керували сільськими та іншими роботами. Прокураторами були або вільні люди, або довірені раби: в останньому випадку під час продажу маєтку траплялося, що прокуратор переходив до покупця разом із майном.
Посаду прокуратора як державного чиновника було запроваджено з ухваленням Августом нової конституції. Принцепс, що стояв на чолі адміністрації, розділив різнорідні обов'язки державної служби між особливими чиновниками, яких називали префектами (praefecti) та прокураторами (procuratores Caesaris). Це були слуги імператора з представницькою владою, на яких було покладено особливі службові обов'язки (лат. ministeria principalus).

## Прокуратори римських провінцій

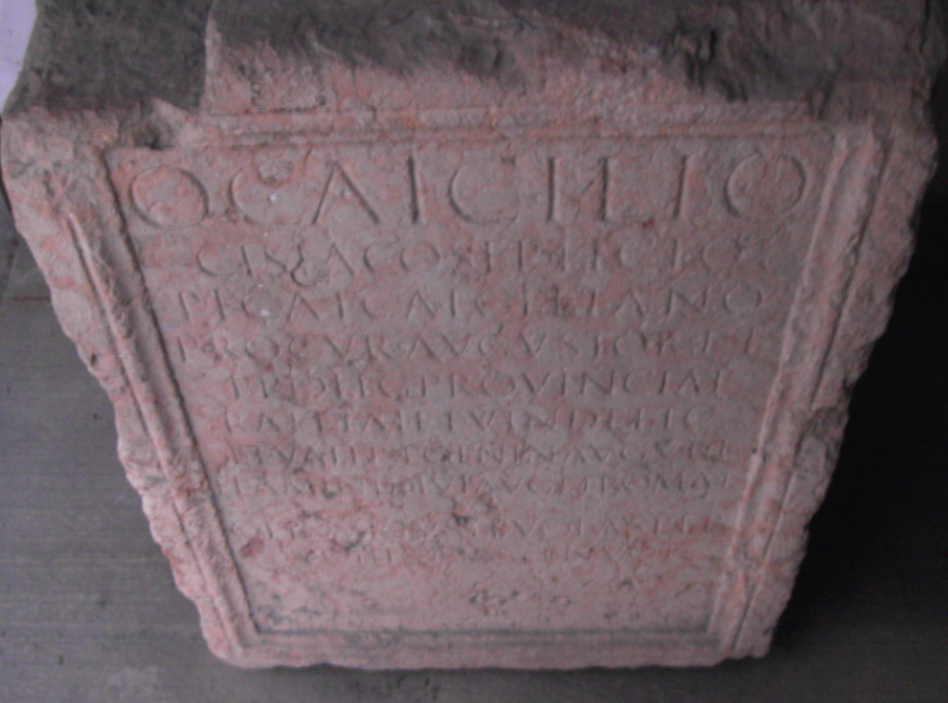
procurator pro legato Q. Caecilius Cisiacus римської провінції Реція

Прокуратор був відповідальною особою перед імператором; він повинен був у кожному окремому випадку давати звіт про всі свої дії та не міг ні продавати імператорського майна, ні передавати його. Він був тільки керуючим, хоча в зазначених межах дії його мали силу дій самого імператора. Було кілька розрядів прокураторів; більшість із них мали стосунок до фінансового управління (лат. procuratores fisci). Чиновники, які відали фіскальними справами й збирали податки, називалися procuratores summarum (sc. rationum); пізніше зустрічаються назви лат. praefectus fisci, praetor fisicalis, rationalis summae rei, disponsator, vilicus summarum. На чолі управління столичного фіску стояв лат. procurator a rationibus (з часів Клавдія). Інший клас прокураторів мав стосунок до імператорських провінцій; прокуратори останніх, подібно квесторам сенатських провінцій, завідували фінансової частиною (лат. fiscus provincialis). Для військових цілей існував особливий лат. procurator castrensis, який завідував інтендантською частиною й сплатою платні.

## Прокуратори римських областей
Крім провінційних прокураторів, які мали стосунок до фіску та майна імператора, були ще procuratores Caesaris pro legato, які керували невеликими областями, що мали статус імператорських провінцій. Ці прокуратори перебували під контролем найближчого імператорського намісника (лат. legatus pro praetore); Наприклад, Понтій Пілат, який був прокуратором Юдеї (procurator Caesaris pro legato), підпорядковувався сирійському наміснику. З інших провінцій, які керувалися прокураторами, відомі Каппадокія, Альпи, Реція, Норик, Фракія, Мавретанія. Прокуратора призначали на невизначений термін і він отримував платню зі скарбниці. Прокуратор Риму отримував більше, ніж провінційний. За розміром платні були procuratores trecenarii, ducenarii, centenarii, тобто одержували 300000, 200000, 100000 сестерціїв. Всередині прокуратури існували відомі ієрархічні щаблі, хоча підвищення залежало від волі принцепса.